# Tore Aleksandersen

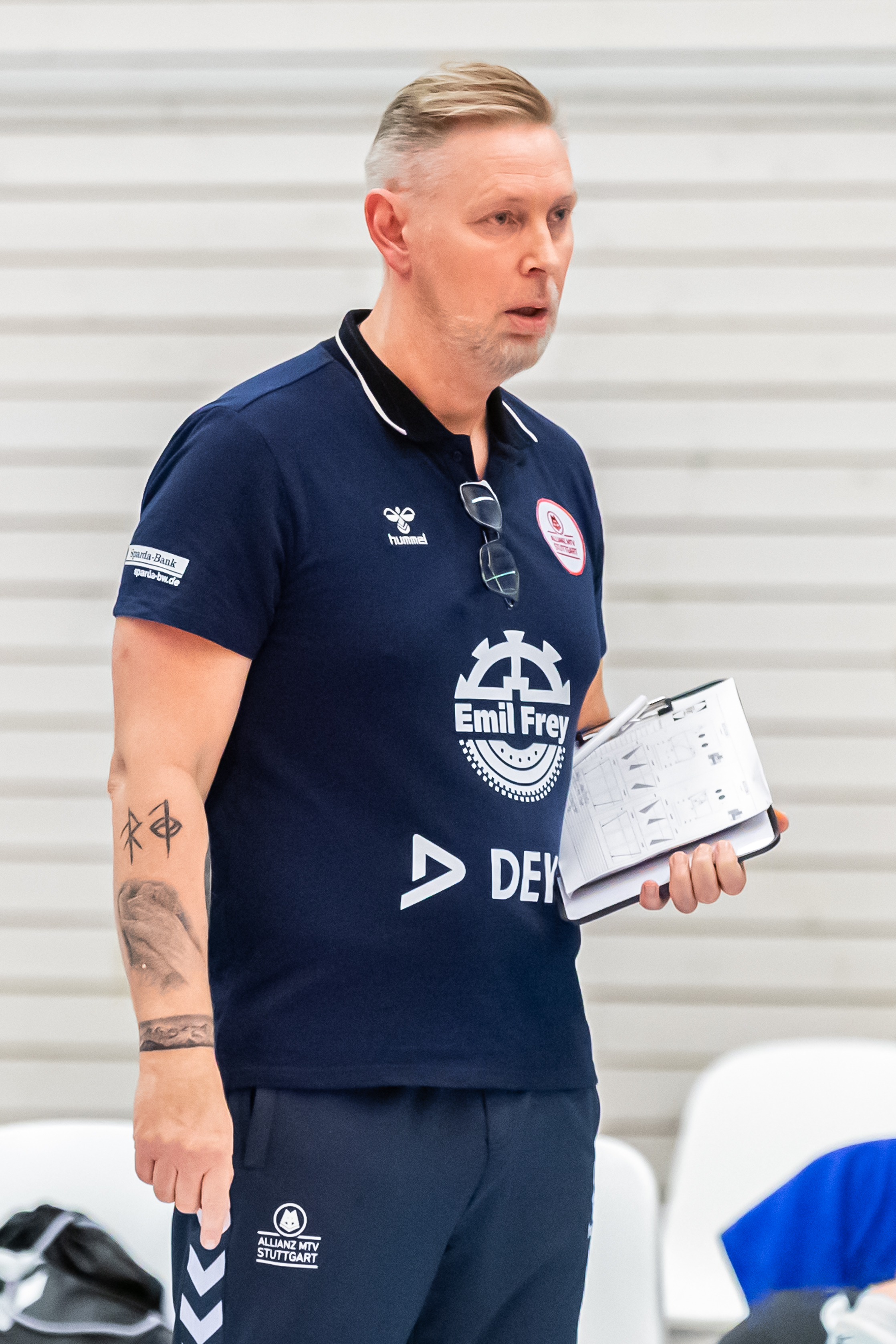
Tore Aleksandersen trenerem Allianzu MTV Stuttgart w sezonie 2021/2022

Tore Aleksandersen (ur. 27 lutego 1968 w Molde, zm. 6 grudnia 2023) – norweski trener siatkarski. 
W 2020 roku zdiagnozowano u niego raka prostaty.

## Przebieg kariery trenerskiej
| Lata                      | Klub/Reprezentacja             |
| ------------------------- | ------------------------------ |
| 1991–2001                 | Aukra VBK                      |
| 2001–2003                 | Minnesota Chill                |
| 2003–2009                 | Schweriner SC                  |
| 2009–2010                 | UiS Stavanger                  |
| 2010–2011                 | Schweriner SC                  |
| 2010–2013                 | Finlandia                      |
| 2013–2015 (od 02.01.2013) | Impel Wrocław                  |
| 2016–2018 (od 21.12.2016) | BKS Profi Credit Bielsko-Biała |
| 2017–2023                 | Norwegia (mężczyźni)           |
| 2019–2020                 | Nilüfer Belediyespor           |
| 2020–2023 (od 01.12.2020) | Allianz MTV Stuttgart          |

## Sukcesy trenerskie
Liga uniwersytecka NCAA:
- 2002

Puchar Niemiec:
- 2006, 2007, 2022[4]

Liga niemiecka:
- 2006, 2011, 2022[5], 2023[6]
- 2007

Liga norweska:
- 2009, 2010

Liga polska:
- 2014

Puchar CEV:
- 2022[7]